# لويس وايلد
لويس وايلد (بالإنجليزية: Lois Wilde)‏ هي ممثلة أمريكية، ولدت في 14 أغسطس 1907 بلوس أنجلوس في الولايات المتحدة، وتوفيت في 16 فبراير 1995 في الولايات المتحدة.

## وصلات خارجية
- لويس وايلد على موقع IMDb (الإنجليزية)
- لويس وايلد على موقع قاعدة بيانات الفيلم (الإنجليزية)